# Чінголо рудохвостий
Чі́нголо рудохвостий (Peucaea sumichrasti) — вид горобцеподібних птахів родини Passerellidae. Ендемік Мексики.

## Опис
Довжина птаха становить 14,5-16,5 см, вага 23,1–30,1 г. Верхня частина тіла коричнювато-сіра з чорними смужками, нижня частина тіла світло-сіра. Живіт білий, покривні пера хвоста і крил рудувато-коричневі. Від дзьоба ідуть чорні смужки. Дзьоб зверху чорний, знизу світлий.

## Поширення і екологія
Рудохвості чінголо є ендеміками Мексики. Вони мешкають на півдні країни, на узбережжі Тихого океану, від південного сходу штату Оахака да крайнього південного заходу штату Чіапас. Живуть в сухих чагарниках, напівпустелях, а також на галявинах і узліссях вологих тропічних і субтропічних лісів на висоті до 900 м над рівнем моря. Харчуються комахами, насінням, ягодами, нектаром. Гніздування відбувається з початку червня до кінця вересня.

## Збереження
Це рідкісний вид птахів, який має обмежений ареал. З 1994 року МСОП вважає стан збереження рудохвостого чінголо близьким до загрозливого. Будівництво Панамериканського шосе призвело до фрагментації популяції. Популяційний тренд стабільний.